# Ramal ferroviario Empalme Lobos-Bolívar-Carhué
El Ramal Empalme Lobos - Bolívar - Carhué pertenece al Ferrocarril General Roca, Argentina.

## Ubicación
Se halla en la provincia de Buenos Aires, en los partidos de Lobos, Veinticinco de Mayo, Bolívar, Daireaux, Guaminí y Adolfo Alsina.

## Características
Es un ramal secundario de la red del Ferrocarril General Roca. Tiene una extensión de 420 km entre las ciudades de Lobos y Carhué.

## Servicios
Desde el 12 de diciembre de 2012 no presta servicios de pasajeros entre Empalme Lobos, Bolívar y Daireaux y desde el 30 de junio de 2016 hasta 25 de Mayo.
Sus vías están concesionadas a la empresa FerroExpreso Pampeano para transporte de cargas en  el trayecto entre Bolívar y Carhué, sin embargo sus operativos de carga son muy esporádicos. 
También, la estación Empalme Lobos presta servicios de pasajeros a través de los servicios locales que tiene la línea Sarmiento operada por la empresa estatal Trenes Argentinos entre Merlo y Lobos. Además Empalme Lobos recibe servicios diarios desde Plaza Constitución a cargo de la  Línea General Roca de Trenes Argentinos.

## Imágenes

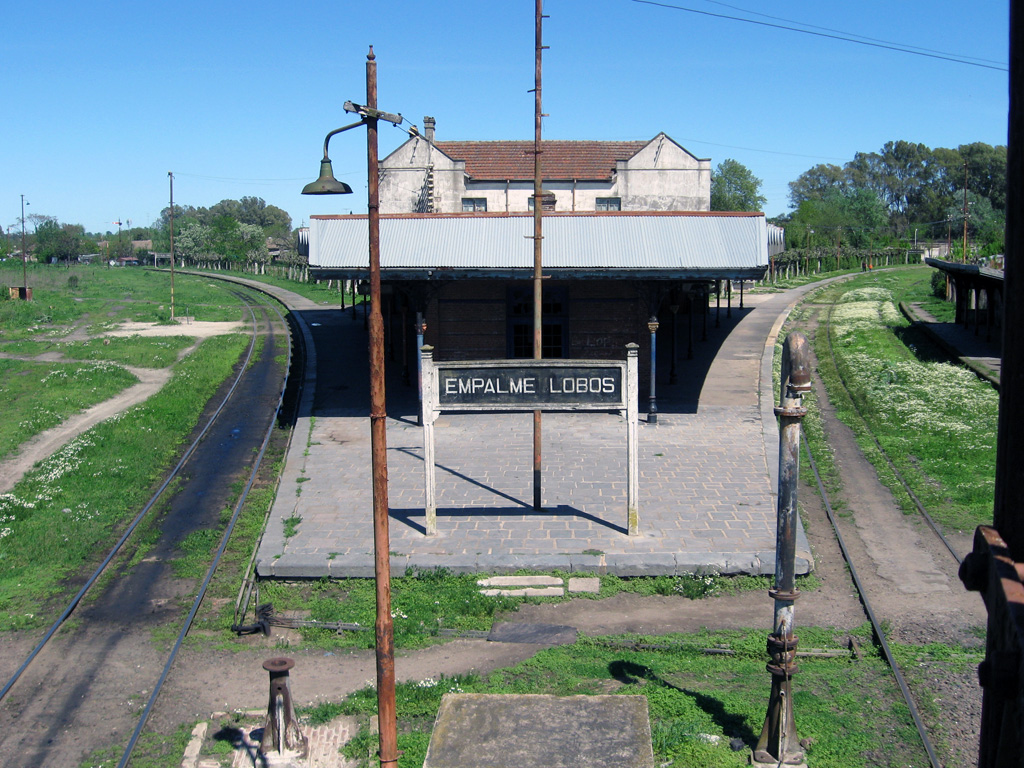
Empalme Lobos
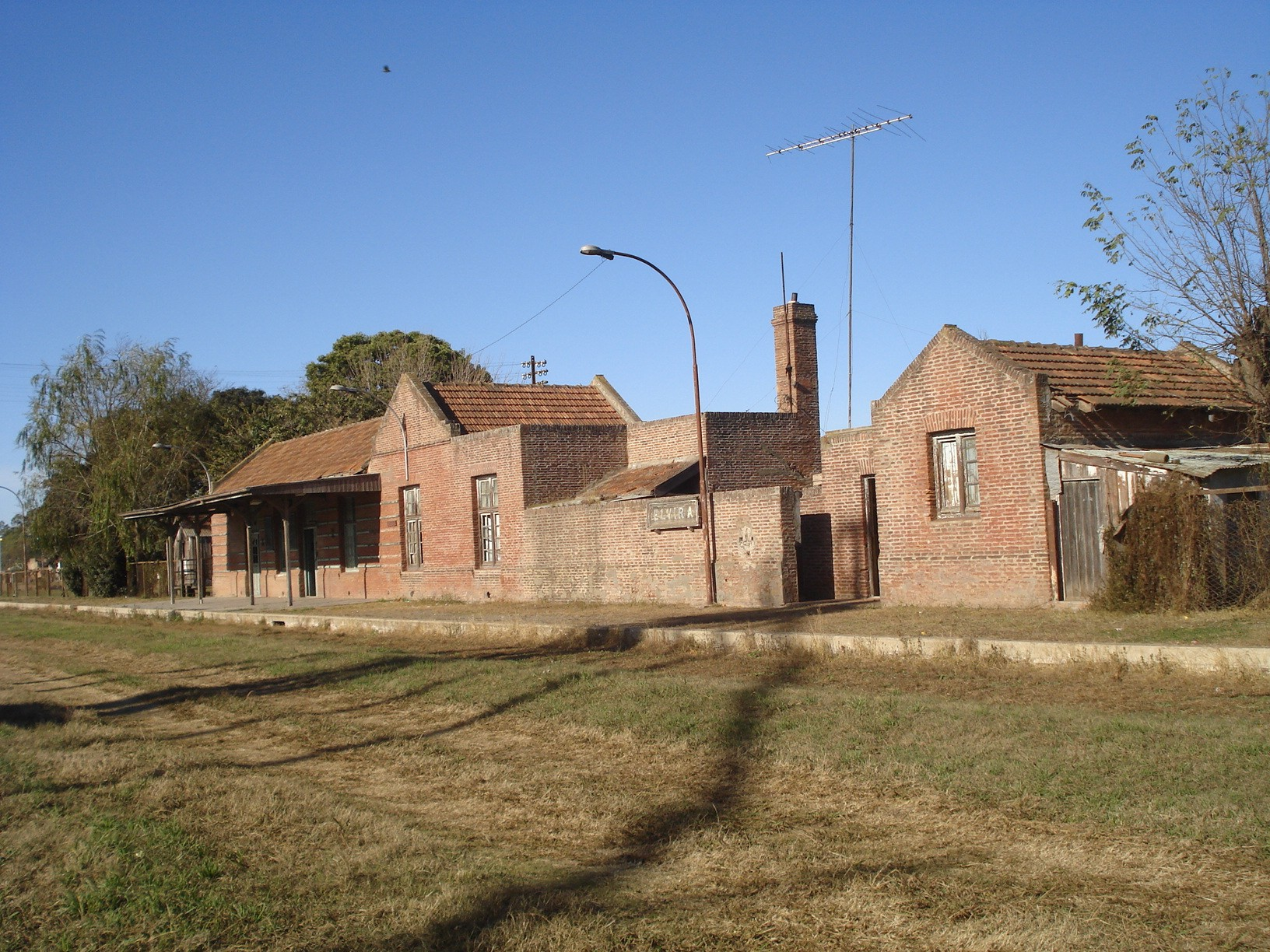
Elvira
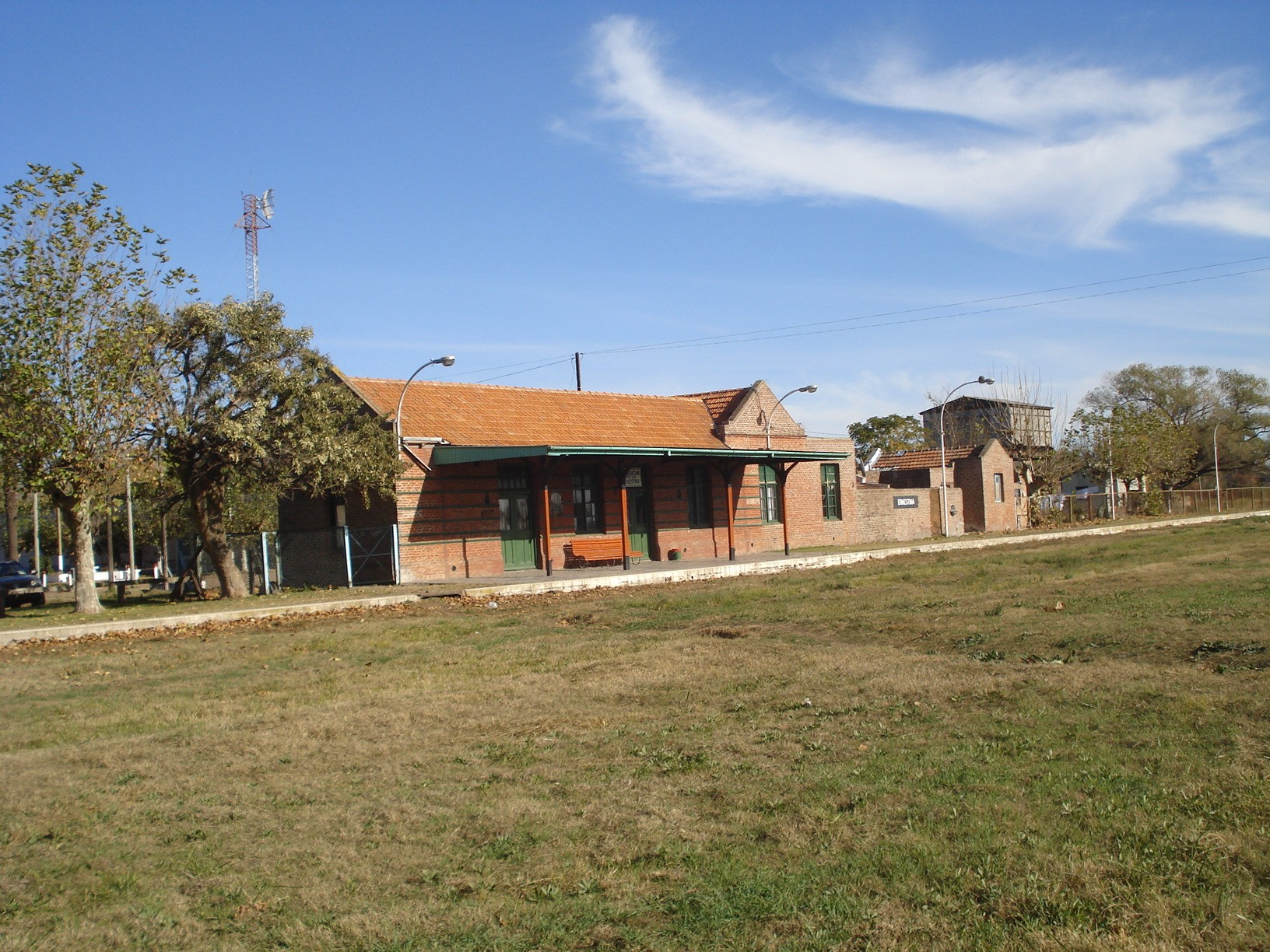
Ernestina
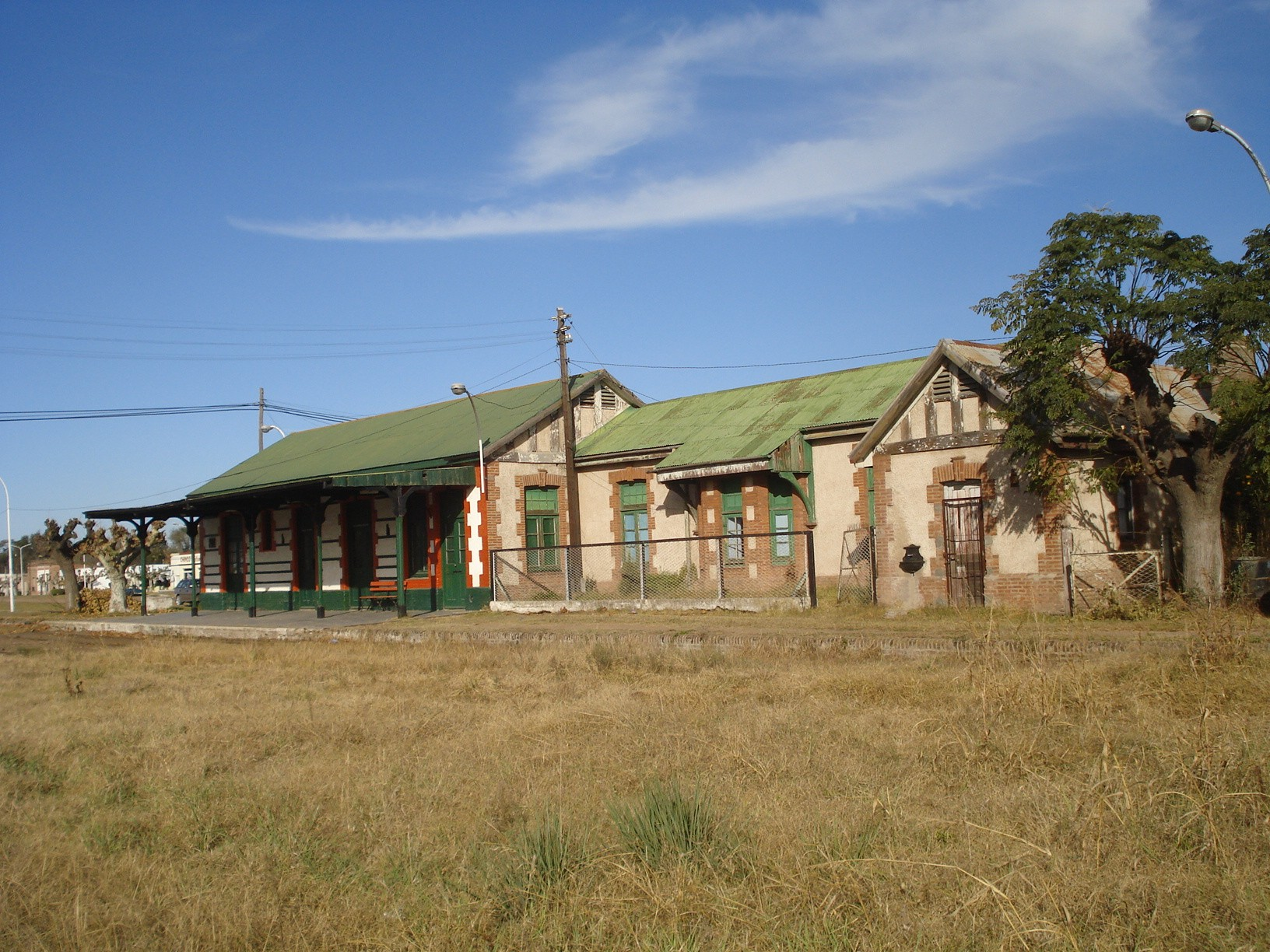
Pedernales
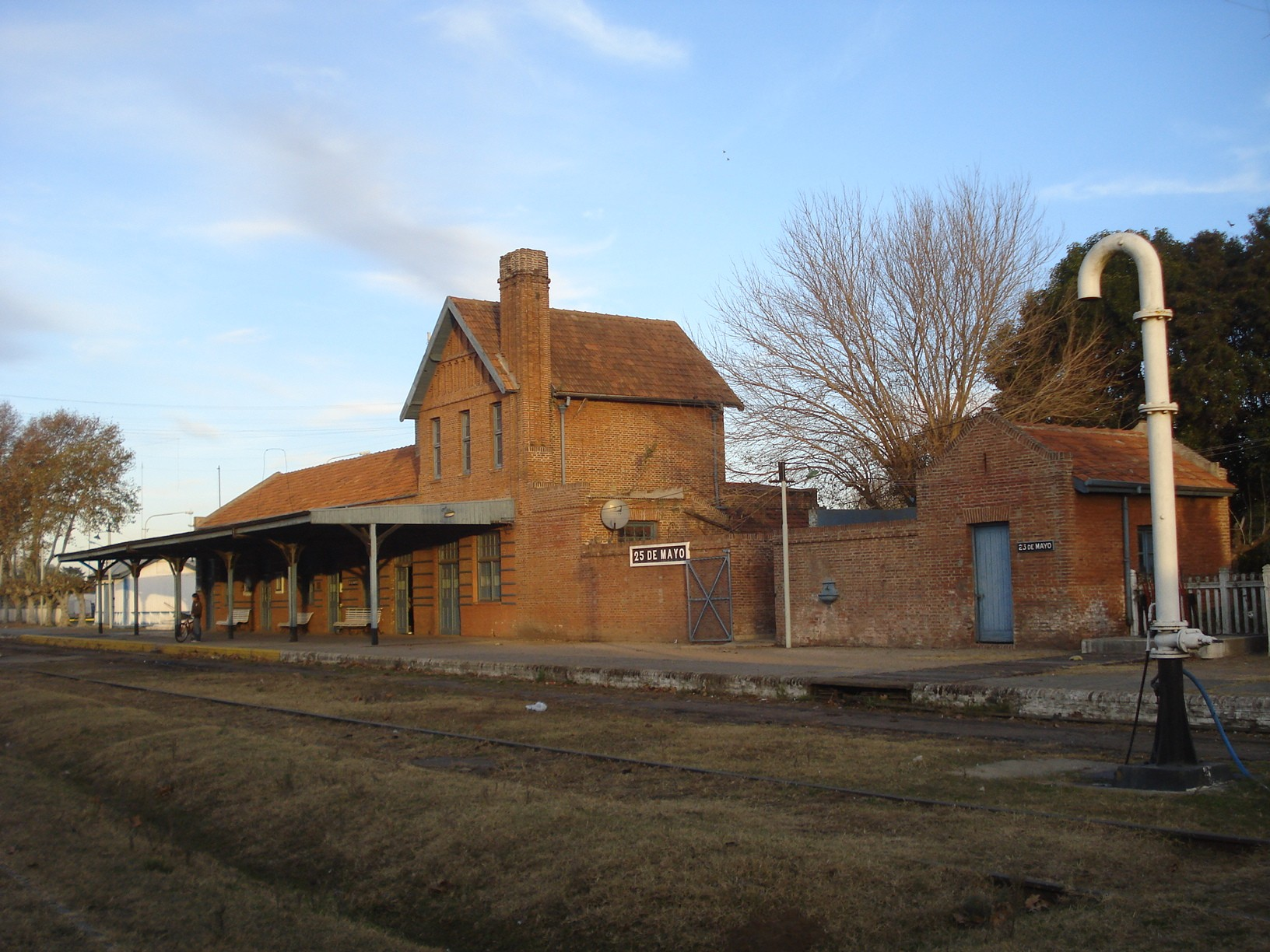
25 de Mayo
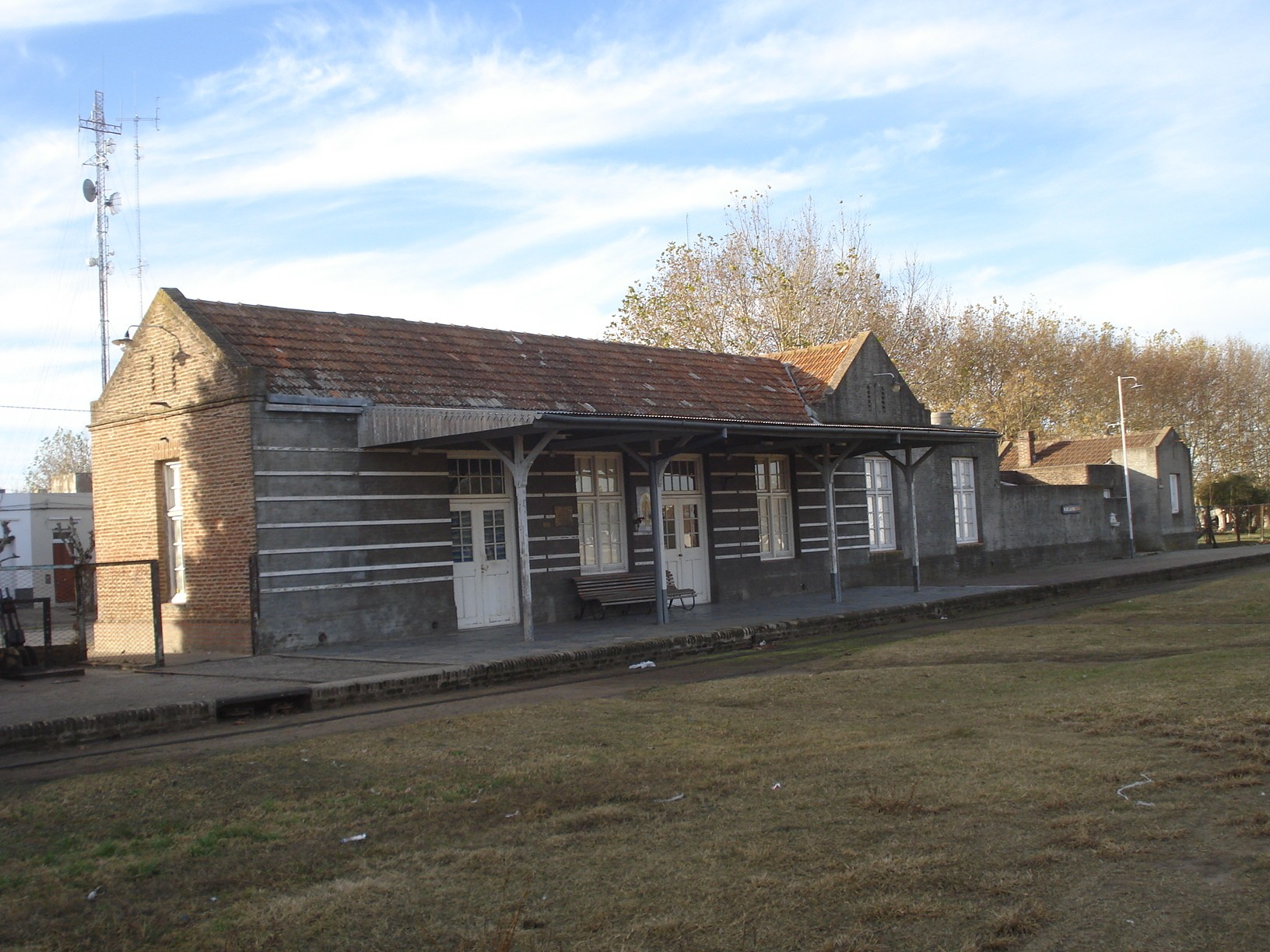
Norberto de la Riestra
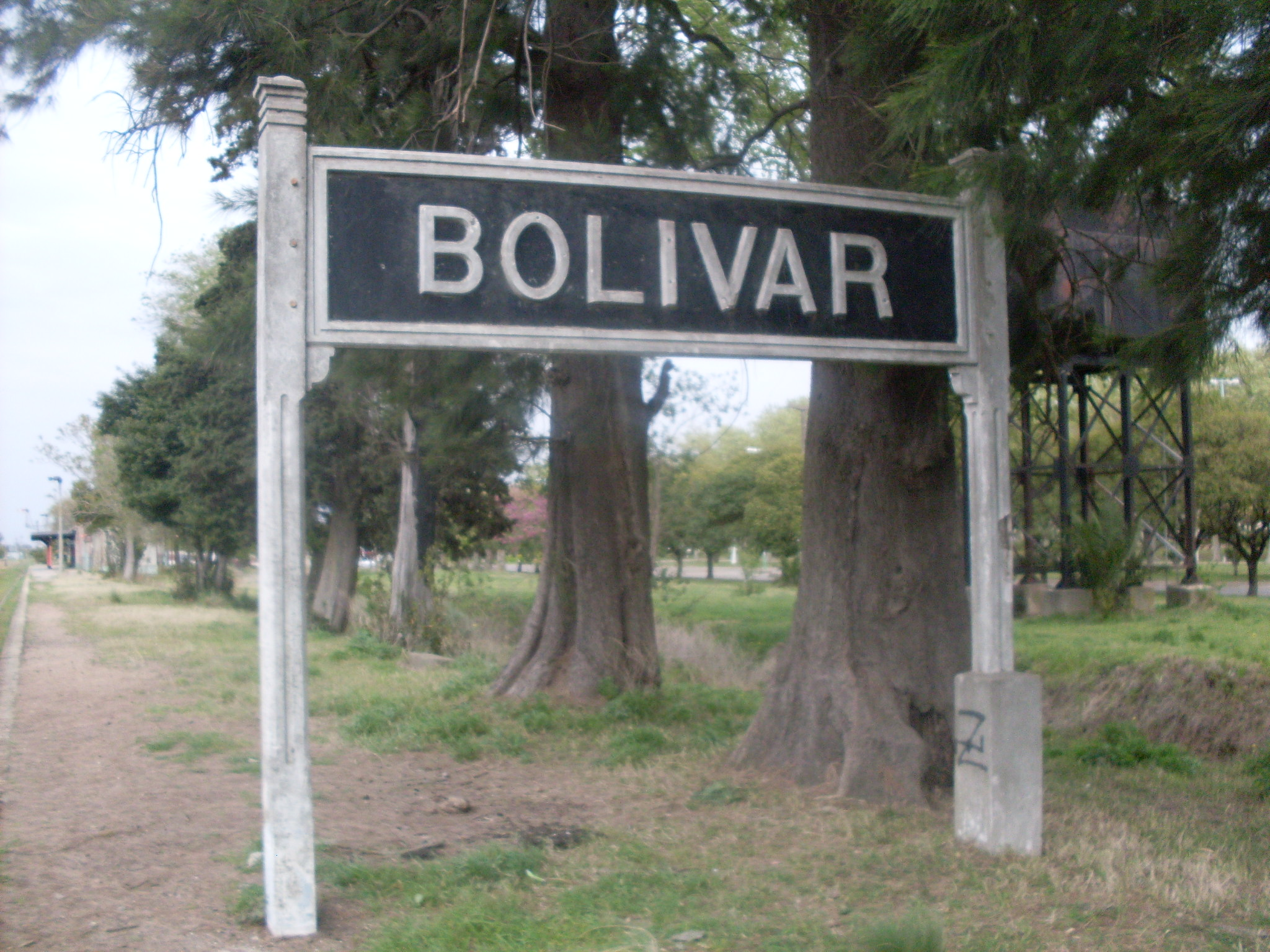
Bolívar
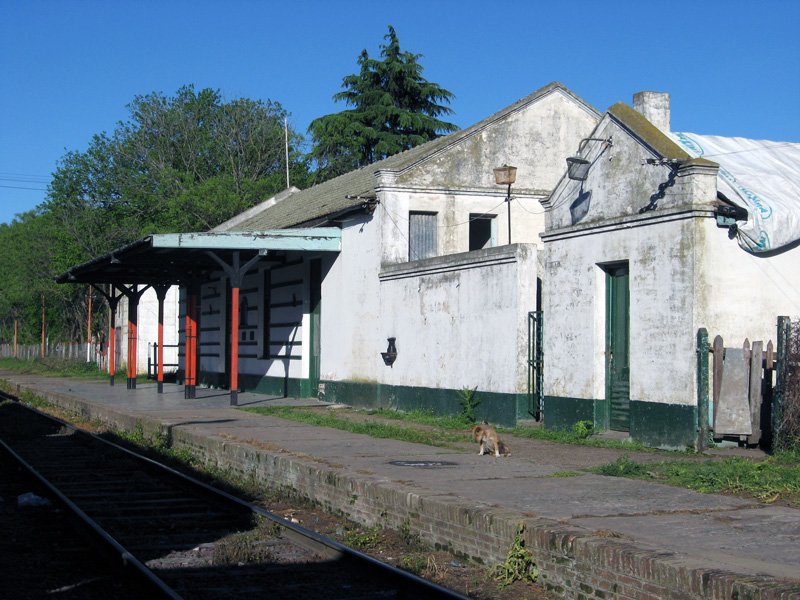
Daireaux
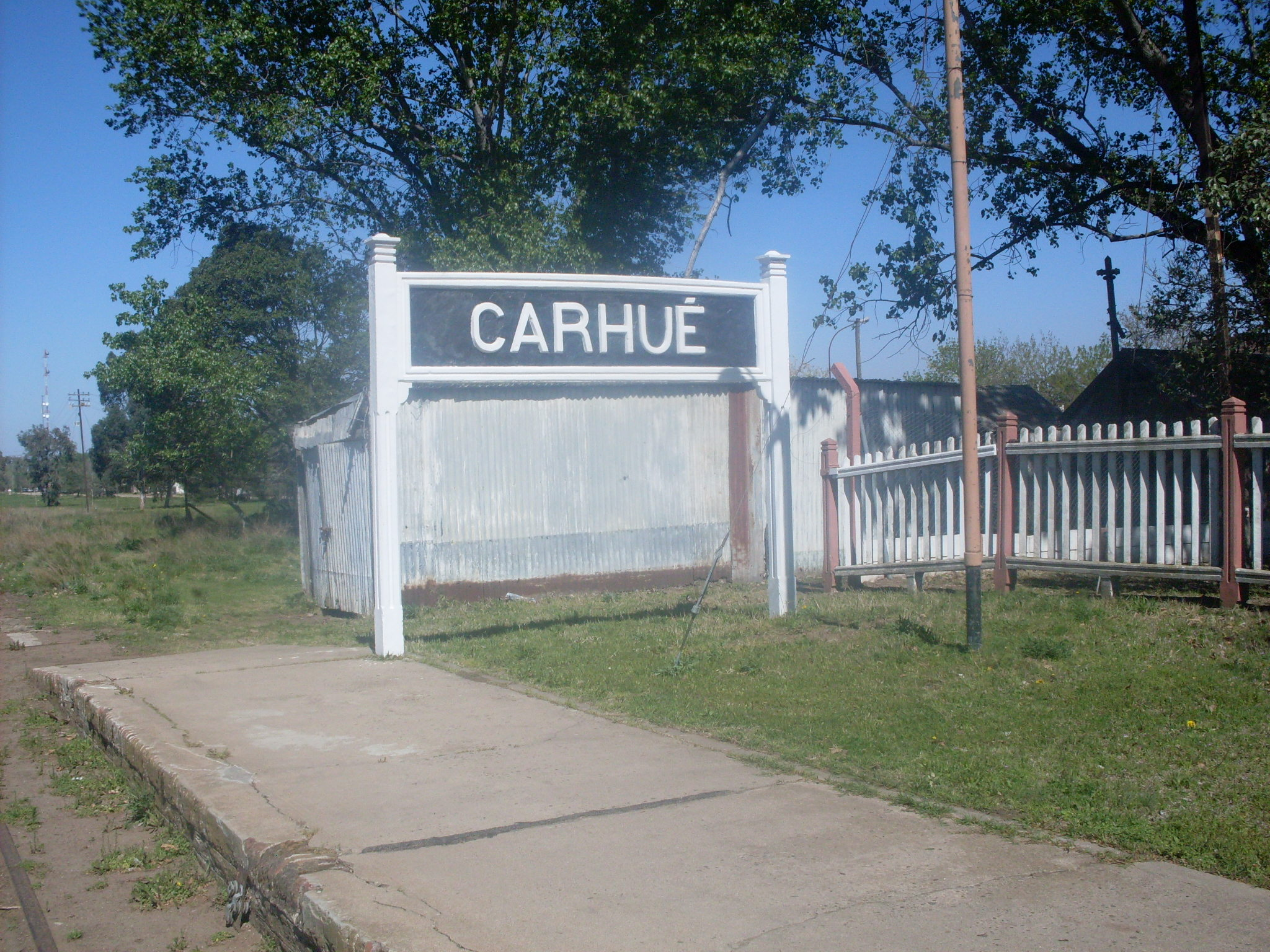
Carhué